# Liga dos Campeões da UEFA de 2021–22 – Fase de Grupos
A Fase de Grupos da Liga dos Campeões da UEFA de 2021–22 foi disputada entre 14 de setembro até 9 de dezembro de 2021. Na fase de grupos jogam 32 equipes: 26 que entram nesta fase e as seis vencedoras do play-off.
As 32 equipes foram divididas em oito grupos de quatro, com a restrição de que equipes da mesma associação não possam se enfrentar. Para o sorteio, as equipes são colocadas em quatro potes com base nas seguintes regras (introduzidos a partir da temporada 2015–16):
- O pote 1 contém os detentores dos títulos da Liga dos Campeões e da Liga Europa, e os campeões das seis principais associações com base nos coeficientes de cada país da UEFA em 2019. Se um ou ambos os detentores do título forem um dos campeões das seis principais associações, os campeões da(s) próxima(s) associação(ões) com melhor classificação também serão colocados no pote 1.
- Os potes 2, 3 e 4 contêm as equipes restantes, chaveadas com base nos coeficientes de clubes da UEFA em 2021.

Em cada grupo, as equipes jogam umas contra as outras em casa e fora. Os vencedores e segundos colocados dos grupos avançam para as oitavas de final, enquanto os terceiros classificados entram na fase de dezesseis-avos de final da Liga Europa da UEFA de 2021–22.

## Potes
O sorteio da fase de grupos foi realizado no dia 26 de agosto de 2021, em Istambul, na Turquia.
| Pote 1             | Coef.   |
| ------------------ | ------- |
| Chelsea            | 98.000  |
| Villarreal         | 63.000  |
| Atlético de Madrid | 115.000 |
| Manchester City    | 125.000 |
| Bayern de Munique  | 134.000 |
| Internazionale     | 53.000  |
| Lille              | 14.000  |
| Sporting           | 45.500  |

| Pote 3              | Coef.   |
| ------------------- | ------- |
| Real Madrid         | 127.000 |
| Barcelona           | 122.000 |
| Juventus            | 120.000 |
| Manchester United   | 113.000 |
| Paris Saint-Germain | 113.000 |
| Liverpool           | 101.000 |
| Sevilla             | 98.000  |
| Borussia Dortmund   | 90.000  |

| Pote 3             | Coef.  |
| ------------------ | ------ |
| Porto              | 87.000 |
| Ajax               | 82.500 |
| Shakhtar Donetsk   | 79.000 |
| RB Leipzig         | 66.000 |
| Red Bull Salzburgo | 59.000 |
| Benfica            | 58.000 |
| Atalanta           | 50.500 |
| Zenit              | 50.000 |

| Pote 4           | Coef.  |
| ---------------- | ------ |
| Beşiktaş         | 49.000 |
| Dínamo de Kiev   | 47.000 |
| Brugge           | 35.500 |
| Young Boys       | 35.000 |
| Milan            | 31.000 |
| Malmö            | 18.500 |
| Wolfsburg        | 14.714 |
| Sheriff Tiraspol | 14.500 |

## Grupos

### Grupo A
| Pos | Equipe              | Pts | J | V | E | D | GP | GC | SG  | Classificado                     |  | MCI | PSG | RBL | BRU |
| --- | ------------------- | --- | - | - | - | - | -- | -- | --- | -------------------------------- |  | --- | --- | --- | --- |
| 1   | Manchester City     | 12  | 6 | 4 | 0 | 2 | 18 | 10 | +8  | Classificado às oitavas de final |  | —   | 2–1 | 6–3 | 4–1 |
| 2   | Paris Saint-Germain | 11  | 6 | 3 | 2 | 1 | 13 | 8  | +5  | Classificado às oitavas de final |  | 2–0 | —   | 3–2 | 4–1 |
| 3   | RB Leipzig          | 7   | 4 | 2 | 1 | 1 | 15 | 14 | +1  | Transferido para Liga Europa     |  | 2–1 | 2–2 | —   | 1–2 |
| 4   | Brugge              | 4   | 6 | 1 | 1 | 4 | 6  | 20 | −14 | Eliminado                        |  | 1–5 | 1–1 | 0–5 | —   |

| 15 de setembro de 2021 | Manchester City                                                                                         | 6 – 3     | RB Leipzig           | City of Manchester Stadium, Manchester        |
| 21:00                  | Aké 16' · Mukiele 28' (g.c.) · Mahrez 45+2' (pen) · Grealish 56' · João Cancelo 75' · Gabriel Jesus 85' | Relatório | Nkunku 42', 51', 73' | Público: 38 062 Árbitro: NED Serdar Gözübüyük |

| 15 de setembro de 2021 | Brugge      | 1 – 1     | Paris Saint-Germain | Estádio Jan Breydel, Bruges                 |
| 21:00                  | Vanaken 27' | Relatório | Herrera 15'         | Público: 27 546 Árbitro: SUI Sandro Schärer |

| 28 de setembro de 2021 | Paris Saint-Germain  | 2 – 0     | Manchester City | Parc des Princes, Paris                              |
| 21:00                  | Gueye 8' · Messi 74' | Relatório |                 | Público: 37 350 Árbitro: ESP Carlos del Cerro Grande |

| 28 de setembro de 2021 | RB Leipzig | 1 – 2     | Brugge                 | Red Bull Arena, Leipzig                    |
| 21:00                  | Nkunku 5'  | Relatório | Vanaken 21' · Rits 41' | Público: 23 500 Árbitro: SVN Slavko Vinčić |

| 19 de outubro de 2021 | Brugge      | 1 – 5     | Manchester City                                               | Estádio Jan Breydel, Bruges                |
| 18:45                 | Vanaken 81' | Relatório | Cancelo 30' · Mahrez 43' (pen), 84' · Walker 53' · Palmer 67' | Público: 24 915 Árbitro: ROU István Kovács |

| 19 de outubro de 2021 | Paris Saint-Germain              | 3 – 2     | RB Leipzig                    | Parc des Princes, Paris                  |
| 21:00                 | Mbappé 9' · Messi 67', 74' (pen) | Relatório | André Silva 28' · Mukiele 57' | Público: 47 359 Árbitro: ITA Marco Guida |

| 3 de novembro de 2021 | Manchester City                                             | 4 – 1     | Brugge            | City of Manchester Stadium, Manchester           |
| 21:00                 | Foden 15' · Mahrez 54' · Sterling 72' · Gabriel Jesus 90+2' | Relatório | Stones 17' (g.c.) | Público: 50 228 Árbitro: ESP Antonio Mateu Lahoz |

| 3 de novembro de 2021 | RB Leipzig                         | 2 – 2     | Paris Saint-Germain | Red Bull Arena, Leipzig                     |
| 21:00                 | Nkunku 8' · Szoboszlai 90+2' (pen) | Relatório | Wijnaldum 21', 39'  | Público: 39 794 Árbitro: SWE Andreas Ekberg |

| 24 de novembro de 2021 | Manchester City                  | 2 – 1     | Paris Saint-Germain | City of Manchester Stadium, Manchester      |
| 21:00                  | Sterling 63' · Gabriel Jesus 76' | Relatório | Mbappé 50'          | Público: 52 030 Árbitro: ITA Daniele Orsato |

| 24 de novembro de 2021 | Brugge | 0 – 5     | RB Leipzig                                               | Estádio Jan Breydel, Bruges               |
| 21:00                  |        | Relatório | Nkunku 12', 90+3' · Forsberg 17' (pen) · André Silva 26' | Público: 24 072 Árbitro: ITA Davide Massa |

| 7 de dezembro de 2021 | Paris Saint-Germain                  | 4 – 1     | Brugge   | Parc des Princes, Paris                        |
| 18:45                 | Mbappé 2', 7' · Messi 38', 76' (pen) | Relatório | Rits 68' | Público: 47 492 Árbitro: ESP Jesús Gil Manzano |

| 7 de dezembro de 2021 | RB Leipzig                       | 2 – 1     | Manchester City | Red Bull Arena, Leipzig                |
| 18:45                 | Szoboszlai 24' · André Silva 71' | Relatório | Mahrez 76'      | Público: 0 Árbitro: SUI Sandro Schärer |

### Grupo B
| Pos | Equipe             | Pts | J | V | E | D | GP | GC | SG  | Classificado                     |  | LIV | ATL | POR | MIL |
| --- | ------------------ | --- | - | - | - | - | -- | -- | --- | -------------------------------- |  | --- | --- | --- | --- |
| 1   | Liverpool          | 18  | 6 | 6 | 0 | 0 | 17 | 6  | +11 | Classificado às oitavas de final |  | —   | 2–0 | 2–0 | 3–2 |
| 2   | Atlético de Madrid | 7   | 4 | 2 | 1 | 1 | 7  | 8  | −1  | Classificado às oitavas de final |  | 2–3 | —   | 0–0 | 0–1 |
| 3   | Porto              | 5   | 6 | 1 | 2 | 3 | 4  | 11 | −7  | Transferido para Liga Europa     |  | 1–3 | 1–5 | —   | 1–0 |
| 4   | Milan              | 4   | 6 | 1 | 1 | 4 | 6  | 9  | −3  | Eliminado                        |  | 1–2 | 1–2 | 1–1 | —   |

| 15 de setembro de 2021 | Atlético de Madrid | 0 – 0     | Porto | Estádio Metropolitano, Madrid               |
| 21:00                  |                    | Relatório |       | Público: 40 098 Árbitro: ROU Ovidiu Hațegan |

| 15 de setembro de 2021 | Liverpool                                    | 3 – 2     | Milan                | Anfield, Liverpool                            |
| 21:00                  | Tomori 9' (g.c.) · Salah 49' · Henderson 69' | Relatório | Rebić 42' · Díaz 44' | Público: 51 445 Árbitro: POL Szymon Marciniak |

| 28 de setembro de 2021 | Milan           | 1 – 2     | Atlético de Madrid                 | Estádio Giuseppe Meazza, Milão            |
| 21:00                  | Rafael Leão 20' | Relatório | Griezmann 84' · Suárez 90+7' (pen) | Público: 35 374 Árbitro: TUR Cüneyt Çakır |

| 28 de setembro de 2021 | Porto      | 1 – 5     | Liverpool                                    | Estádio do Dragão, Porto                    |
| 21:00                  | Taremi 75' | Relatório | Salah 18', 60' · Mané 45' · Firmino 77', 81' | Público: 23 520 Árbitro: RUS Sergei Karasev |

| 19 de outubro de 2021 | Atlético de Madrid | 2 – 3     | Liverpool                       | Estádio Metropolitano, Madrid               |
| 21:00                 | Griezmann 20', 34' | Relatório | Salah 8', 78' (pen) · Keïta 13' | Público: 60 725 Árbitro: GER Daniel Siebert |

| 19 de outubro de 2021 | Porto    | 1 – 0     | Milan | Estádio do Dragão, Porto                 |
| 21:00                 | Díaz 65' | Relatório |       | Público: 32 130 Árbitro: GER Felix Brych |

| 3 de novembro de 2021 | Milan             | 1 – 1     | Porto   | Estádio Giuseppe Meazza, Milão              |
| 18:45                 | Mbemba 61' (g.c.) | Relatório | Díaz 6' | Público: 39 675 Árbitro: FRA Clément Turpin |

| 3 de novembro de 2021 | Liverpool           | 2 – 0     | Atlético de Madrid | Anfield, Liverpool                          |
| 21:00                 | Jota 13' · Mané 21' | Relatório |                    | Público: 51 347 Árbitro: NED Danny Makkelie |

| 24 de novembro de 2021 | Atlético de Madrid | 0 – 1     | Milan       | Estádio Metropolitano, Madrid              |
| 21:00                  |                    | Relatório | Messias 87' | Público: 61 019 Árbitro: SVN Slavko Vinčić |

| 24 de novembro de 2021 | Liverpool              | 2 – 0     | Porto | Anfield, Liverpool                        |
| 21:00                  | Thiago 52' · Salah 70' | Relatório |       | Público: 52 209 Árbitro: GER Felix Zwayer |

| 7 de dezembro de 2021 | Porto                       | 1 – 3     | Atlético de Madrid                         | Estádio do Dragão, Porto                    |
| 21:00                 | Sérgio Oliveira 90+6' (pen) | Relatório | Griezmann 56' · Correa 90' · de Paul 90+2' | Público: 38 830 Árbitro: FRA Clément Turpin |

| 7 de dezembro de 2021 | Milan      | 1 – 2     | Liverpool             | Estádio Giuseppe Meazza, Milão              |
| 21:00                 | Tomori 29' | Relatório | Salah 36' · Origi 55' | Público: 56 237 Árbitro: NED Danny Makkelie |

### Grupo C
| Pos | Equipe            | Pts | J | V | E | D | GP | GC | SG  | Classificado                     |  | AJA | SPO | BOR | BES |
| --- | ----------------- | --- | - | - | - | - | -- | -- | --- | -------------------------------- |  | --- | --- | --- | --- |
| 1   | Ajax              | 18  | 6 | 6 | 0 | 0 | 20 | 5  | +15 | Classificado às oitavas de final |  | —   | 4–2 | 4–0 | 2–0 |
| 2   | Sporting          | 9   | 6 | 3 | 0 | 3 | 14 | 12 | +2  | Classificado às oitavas de final |  | 1–5 | —   | 3–1 | 4–0 |
| 3   | Borussia Dortmund | 9   | 6 | 3 | 0 | 3 | 10 | 11 | −1  | Transferido para Liga Europa     |  | 1–3 | 1–0 | —   | 5–0 |
| 4   | Beşiktaş          | 0   | 6 | 0 | 0 | 6 | 3  | 19 | −16 | Eliminado                        |  | 1–2 | 1–4 | 1–2 | —   |

| 15 de setembro de 2021 | Beşiktaş      | 1 – 2     | Borussia Dortmund              | Vodafone Park, Istambul                          |
| 18:45                  | Montero 90+4' | Relatório | Bellingham 20' · Haaland 45+3' | Público: 22 445 Árbitro: ESP Antonio Mateu Lahoz |

| 15 de setembro de 2021 | Sporting     | 1 – 5     | Ajax                                   | Estádio José Alvalade, Lisboa                   |
| 21:00                  | Paulinho 33' | Relatório | Haller 2', 9', 51', 63' · Berghuis 39' | Público: 20 382 Árbitro: ESP José María Sánchez |

| 28 de setembro de 2021 | Ajax                      | 2 – 0     | Beşiktaş | Johan Cruijff Arena, Amsterdã               |
| 18:45                  | Berghuis 17' · Haller 43' | Relatório |          | Público: 52 628 Árbitro: FRA Benoît Bastien |

| 28 de setembro de 2021 | Borussia Dortmund | 1 – 0     | Sporting | Signal Iduna Park, Dortmund                  |
| 21:00                  | Malen 37'         | Relatório |          | Público: 25 000 Árbitro: SRB Srđan Jovanović |

| 19 de outubro de 2021 | Beşiktaş  | 1 – 4     | Sporting                                           | Vodafone Park, Istambul                    |
| 18:45                 | Larin 24' | Relatório | Coates 15', 27' · Sarabia 44' (pen) · Paulinho 89' | Público: 22 936 Árbitro: SVN Slavko Vinčić |

| 19 de outubro de 2021 | Ajax                                                  | 4 – 0     | Borussia Dortmund | Johan Cruijff Arena, Amsterdã                  |
| 21:00                 | Reus 11' (g.c.) · Blind 25' · Antony 57' · Haller 72' | Relatório |                   | Público: 54 029 Árbitro: ESP Jesús Gil Manzano |

| 3 de novembro de 2021 | Sporting                                              | 4 – 0     | Beşiktaş | Estádio José Alvalade, Lisboa               |
| 21:00                 | Gonçalves 31' (pen), 38' · Paulinho 41' · Sarabia 56' | Relatório |          | Público: 40 835 Árbitro: RUS Sergei Karasev |

| 3 de novembro de 2021 | Borussia Dortmund | 1 – 3     | Ajax                                    | Signal Iduna Park, Dortmund                 |
| 21:00                 | Reus 37' (pen)    | Relatório | Tadić 72' · Haller 83' · Klaassen 90+3' | Público: 54 820 Árbitro: ENG Michael Oliver |

| 24 de novembro de 2021 | Beşiktaş          | 1 – 2     | Ajax            | Vodafone Park, Istambul                   |
| 18:45                  | Ghezzal 22' (pen) | Relatório | Haller 54', 69' | Público: 11 712 Árbitro: BIH Irfan Peljto |

| 24 de novembro de 2021 | Sporting                       | 3 – 1     | Borussia Dortmund | Estádio José Alvalade, Lisboa                        |
| 21:00                  | Gonçalves 30', 39' · Porro 81' | Relatório | Malen 90+3'       | Público: 41 341 Árbitro: ESP Carlos del Cerro Grande |

| 7 de dezembro de 2021 | Borussia Dortmund                                    | 5 – 0     | Beşiktaş | Signal Iduna Park, Dortmund                    |
| 21:00                 | Malen 29' · Reus 45+2' (pen), 53' · Haaland 68', 81' | Relatório |          | Público: 15 000 Árbitro: FRA François Letexier |

| 7 de dezembro de 2021 | Ajax                                                          | 4 – 2     | Sporting                           | Johan Cruijff Arena, Amsterdã        |
| 21:00                 | Haller 8' (pen) · Antony 42' · David Neres 58' · Berghuis 62' | Relatório | Nuno Santos 22' · Bruno Tabata 78' | Público: 0 Árbitro: ITA Davide Massa |

### Grupo D
| Pos | Equipe           | Pts | J | V | E | D | GP | GC | SG  | Classificado                     |  | RMA | INT | SHE | SHK |
| --- | ---------------- | --- | - | - | - | - | -- | -- | --- | -------------------------------- |  | --- | --- | --- | --- |
| 1   | Real Madrid      | 15  | 6 | 5 | 0 | 1 | 14 | 3  | +11 | Classificado às oitavas de final |  | —   | 2–0 | 1–2 | 2–1 |
| 2   | Internazionale   | 10  | 6 | 3 | 1 | 2 | 8  | 5  | +3  | Classificado às oitavas de final |  | 0–1 | —   | 3–1 | 2–0 |
| 3   | Sheriff Tiraspol | 7   | 6 | 2 | 1 | 3 | 7  | 11 | −4  | Transferido para Liga Europa     |  | 0–3 | 1–3 | —   | 2–0 |
| 4   | Shakhtar Donetsk | 2   | 6 | 0 | 2 | 4 | 2  | 12 | −10 | Eliminado                        |  | 0–5 | 0–0 | 1–1 | —   |

| 15 de setembro de 2021 | Sheriff Tiraspol         | 2 – 0     | Shakhtar Donetsk | Sheriff Stadium, Tiraspol                 |
| 18:45                  | Traoré 16' · Yansané 62' | Relatório |                  | Público: 5 205 Árbitro: GER Deniz Aytekin |

| 15 de setembro de 2021 | Internazionale | 0 – 1     | Real Madrid | Estádio Giuseppe Meazza, Milão              |
| 21:00                  |                | Relatório | Rodrygo 89' | Público: 37 082 Árbitro: GER Daniel Siebert |

| 28 de setembro de 2021 | Shakhtar Donetsk | 0 – 0     | Internazionale | Estádio Olímpico, Kiev                     |
| 18:45                  |                  | Relatório |                | Público: 26 170 Árbitro: ROU István Kovács |

| 28 de setembro de 2021 | Real Madrid       | 1 – 2     | Sheriff Tiraspol            | Estádio Santiago Bernabéu, Madrid            |
| 21:00                  | Benzema 65' (pen) | Relatório | Yakhshiboev 25' · Thill 90' | Público: 24 522 Árbitro: BEL Lawrence Visser |

| 19 de outubro de 2021 | Shakhtar Donetsk | 0 – 5     | Real Madrid                                                                  | Estádio Olímpico, Kiev                       |
| 21:00                 |                  | Relatório | Kryvtsov 37' (g.c.) · Vinícius Júnior 51', 56' · Rodrygo 65' · Benzema 90+1' | Público: 34 037 Árbitro: SRB Srđan Jovanović |

| 19 de outubro de 2021 | Internazionale                      | 3 – 1     | Sheriff Tiraspol | Estádio Giuseppe Meazza, Milão              |
| 21:00                 | Džeko 34' · Vidal 58' · De Vrij 67' | Relatório | Thill 52'        | Público: 43 305 Árbitro: NED Danny Makkelie |

| 3 de novembro de 2021 | Real Madrid      | 2 – 1     | Shakhtar Donetsk | Estádio Santiago Bernabéu, Madrid           |
| 18:45                 | Benzema 14', 61' | Relatório | Fernando 39'     | Público: 38 105 Árbitro: FRA Benoît Bastien |

| 3 de novembro de 2021 | Sheriff Tiraspol | 1 – 3     | Internazionale                            | Sheriff Stadium, Tiraspol                |
| 21:00                 | Traoré 90+2'     | Relatório | Brozović 54' · Škriniar 66' · Sánchez 82' | Público: 5 930 Árbitro: GER Felix Zwayer |

| 24 de novembro de 2021 | Internazionale | 2 – 0     | Shakhtar Donetsk | Estádio Giuseppe Meazza, Milão              |
| 18:45                  | Džeko 61', 67' | Relatório |                  | Público: 46 225 Árbitro: ROU Ovidiu Hațegan |

| 24 de novembro de 2021 | Sheriff Tiraspol | 0 – 3     | Real Madrid                           | Sheriff Stadium, Tiraspol                    |
| 21:00                  |                  | Relatório | Alaba 30' · Kroos 45+1' · Benzema 55' | Público: 5 932 Árbitro: POL Szymon Marciniak |

| 7 de dezembro de 2021 | Real Madrid             | 2 – 0     | Internazionale | Estádio Santiago Bernabéu, Madrid        |
| 21:00                 | Kroos 17' · Asensio 79' | Relatório |                | Público: 46 887 Árbitro: GER Felix Brych |

| 7 de dezembro de 2021 | Shakhtar Donetsk | 1 – 1     | Sheriff Tiraspol | Estádio Olímpico, Kiev                     |
| 21:00                 | Fernando 42'     | Relatório | Nikolov 90+3'    | Público: 6 841 Árbitro: LTU Donatas Rumšas |

### Grupo E
| Pos | Equipe            | Pts | J | V | E | D | GP | GC | SG  | Classificado                     |  | BAY | BEN | BAR | DNK |
| --- | ----------------- | --- | - | - | - | - | -- | -- | --- | -------------------------------- |  | --- | --- | --- | --- |
| 1   | Bayern de Munique | 18  | 6 | 6 | 0 | 0 | 22 | 3  | +19 | Classificado às oitavas de final |  | —   | 5–2 | 3–0 | 5–0 |
| 2   | Benfica           | 8   | 6 | 2 | 2 | 2 | 7  | 9  | −2  | Classificado às oitavas de final |  | 0–4 | —   | 3–0 | 2–0 |
| 3   | Barcelona         | 7   | 6 | 2 | 1 | 3 | 2  | 9  | −7  | Transferido para Liga Europa     |  | 0–3 | 0–0 | —   | 1–0 |
| 4   | Dínamo de Kiev    | 1   | 6 | 0 | 1 | 5 | 1  | 11 | −10 | Eliminado                        |  | 1–2 | 0–1 | 0–0 | —   |

| 14 de setembro de 2021 | Barcelona | 0 – 3     | Bayern de Munique                 | Camp Nou, Barcelona                         |
| 21:00                  |           | Relatório | Müller 34' · Lewandowski 56', 85' | Público: 39 737 Árbitro: ENG Michael Oliver |

| 14 de setembro de 2021 | Dínamo de Kiev | 0 – 0     | Benfica | Estádio Olímpico, Kiev                      |
| 21:00                  |                | Relatório |         | Público: 21 657 Árbitro: ENG Anthony Taylor |

| 29 de setembro de 2021 | Benfica                              | 3 – 0     | Barcelona | Estádio da Luz, Lisboa                      |
| 21:00                  | Núñez 3', 79' (pen) · Rafa Silva 69' | Relatório |           | Público: 29 454 Árbitro: ITA Daniele Orsato |

| 29 de setembro de 2021 | Bayern de Munique                                                      | 5 – 0     | Dínamo de Kiev | Allianz Arena, Munique                   |
| 21:00                  | Lewandowski 12' (pen), 27' · Gnabry 68' · Sané 74' · Choupo-Moting 87' | Relatório |                | Público: 25 000 Árbitro: ITA Marco Guida |

| 20 de outubro de 2021 | Barcelona | 1 – 0     | Dínamo de Kiev | Camp Nou, Barcelona                         |
| 18:45                 | Piqué 36' | Relatório |                | Público: 45 968 Árbitro: FRA Clément Turpin |

| 20 de outubro de 2021 | Benfica | 0 – 4     | Bayern de Munique                                    | Estádio da Luz, Lisboa                      |
| 21:00                 |         | Relatório | Sané 70', 84' · Everton 80' (g.c.) · Lewandowski 82' | Público: 55 201 Árbitro: ROU Ovidiu Hațegan |

| 2 de novembro de 2021 | Bayern de Munique                                 | 5 – 2     | Benfica                | Allianz Arena, Munique                        |
| 21:00                 | Lewandowski 26', 61', 84' · Gnabry 32' · Sané 49' | Relatório | Morato 38' · Núñez 74' | Público: 50 000 Árbitro: POL Szymon Marciniak |

| 2 de novembro de 2021 | Dínamo de Kiev | 0 – 1     | Barcelona | Estádio Olímpico, Kiev                      |
| 21:00                 |                | Relatório | Fati 70'  | Público: 31 378 Árbitro: ROU Ovidiu Hațegan |

| 23 de novembro de 2021 | Dínamo de Kiev | 1 – 2     | Bayern de Munique           | Estádio Olímpico, Kiev                        |
| 18:45                  | Harmash 70'    | Relatório | Lewandowski 14' · Coman 42' | Público: 28 732 Árbitro: TUR Halil Umut Meler |

| 23 de novembro de 2021 | Barcelona | 0 – 0     | Benfica | Camp Nou, Barcelona                         |
| 21:00                  |           | Relatório |         | Público: 49 572 Árbitro: RUS Sergei Karasev |

| 8 de dezembro de 2021 | Bayern de Munique                   | 3 – 0     | Barcelona | Allianz Arena, Munique                 |
| 21:00                 | Müller 34' · Sané 43' · Musiala 62' | Relatório |           | Público: 0 Árbitro: ROU Ovidiu Hațegan |

| 8 de dezembro de 2021 | Benfica                      | 2 – 0     | Dínamo de Kiev | Estádio da Luz, Lisboa                     |
| 21:00                 | Yaremchuk 16' · Gilberto 22' | Relatório |                | Público: 36 591 Árbitro: GER Deniz Aytekin |

### Grupo F
| Pos | Equipe            | Pts | J | V | E | D | GP | GC | SG | Classificado                     |  | MUN | VIL | ATA | YBO |
| --- | ----------------- | --- | - | - | - | - | -- | -- | -- | -------------------------------- |  | --- | --- | --- | --- |
| 1   | Manchester United | 11  | 6 | 3 | 2 | 1 | 11 | 8  | +3 | Classificado às oitavas de final |  | —   | 2–1 | 3–2 | 1–1 |
| 2   | Villarreal        | 10  | 6 | 3 | 1 | 2 | 12 | 9  | +3 | Classificado às oitavas de final |  | 0–2 | —   | 2–2 | 2–0 |
| 3   | Atalanta          | 6   | 6 | 1 | 3 | 2 | 12 | 13 | −1 | Transferido para Liga Europa     |  | 2–2 | 2–3 | —   | 1–0 |
| 4   | Young Boys        | 5   | 6 | 1 | 2 | 3 | 7  | 12 | −5 | Eliminado                        |  | 2–1 | 1–4 | 3–3 | —   |

| 14 de setembro de 2021 | Young Boys                      | 2 – 1     | Manchester United | Stade de Suisse, Berna                         |
| 18:45                  | Ngamaleu 66' · Siebatcheu 90+5' | Relatório | Ronaldo 13'       | Público: 31 120 Árbitro: FRA François Letexier |

| 14 de setembro de 2021 | Villarreal                  | 2 – 2     | Atalanta                | Estádio de La Cerámica, Vila-real           |
| 21:00                  | Trigueros 39' · Danjuma 73' | Relatório | Freuler 6' · Gosens 83' | Público: 12 916 Árbitro: FRA Clément Turpin |

| 29 de setembro de 2021 | Atalanta    | 1 – 0     | Young Boys | Estádio Atleti Azzurri d'Italia, Bérgamo |
| 18:45                  | Pessina 68' | Relatório |            | Público: 8 536 Árbitro: GER Felix Brych  |

| 29 de setembro de 2021 | Manchester United               | 2 – 1     | Villarreal  | Old Trafford, Manchester                  |
| 21:00                  | Alex Telles 60' · Ronaldo 90+5' | Relatório | Alcácer 53' | Público: 73 130 Árbitro: GER Felix Zwayer |

| 20 de outubro de 2021 | Young Boys | 1 – 4     | Villarreal                                                | Stade de Suisse, Berna                      |
| 21:00                 | Elia 77'   | Relatório | Pino 6' · G. Moreno 16' · A. Moreno 88' · Chukwueze 90+2' | Público: 27 398 Árbitro: RUS Sergei Karasev |

| 20 de outubro de 2021 | Manchester United                        | 3 – 2     | Atalanta                  | Old Trafford, Manchester                      |
| 21:00                 | Rashford 53' · Maguire 75' · Ronaldo 81' | Relatório | Pašalić 15' · Demiral 29' | Público: 72 279 Árbitro: POL Szymon Marciniak |

| 2 de novembro de 2021 | Villarreal               | 2 – 0     | Young Boys | Estádio de La Cerámica, Vila-real             |
| 21:00                 | Capoue 36' · Danjuma 89' | Relatório |            | Público: 14 890 Árbitro: NED Serdar Gözübüyük |

| 2 de novembro de 2021 | Atalanta                | 2 – 2     | Manchester United    | Estádio Atleti Azzurri d'Italia, Bérgamo   |
| 21:00                 | Iličić 12' · Zapata 56' | Relatório | Ronaldo 45+1', 90+1' | Público: 14 443 Árbitro: SVN Slavko Vinčić |

| 23 de novembro de 2021 | Villarreal | 0 – 2     | Manchester United        | Estádio de La Cerámica, Vila-real        |
| 18:45                  |            | Relatório | Ronaldo 78' · Sancho 90' | Público: 20 875 Árbitro: GER Felix Brych |

| 23 de novembro de 2021 | Young Boys                         | 3 – 3     | Atalanta                               | Stade de Suisse, Berna                      |
| 21:00                  | Pefok 39' · Sierro 80' · Hefti 84' | Relatório | Zapata 10' · Palomino 51' · Muriel 88' | Público: 31 120 Árbitro: GER Daniel Siebert |

| 8 de dezembro de 2021 | Manchester United | 1 – 1     | Young Boys | Old Trafford, Manchester                    |
| 21:00                 | Greenwood 9'      | Relatório | Rieder 42' | Público: 73 156 Árbitro: FRA Benoît Bastien |

| 9 de dezembro de 2021 | Atalanta                     | 2 – 3     | Villarreal                   | Estádio Atleti Azzurri d'Italia, Bérgamo    |
| 19:00                 | Malinovskyi 71' · Zapata 80' | Relatório | Danjuma 3', 51' · Capoue 42' | Público: 11 690 Árbitro: ENG Anthony Taylor |

### Grupo G
| Pos | Equipe            | Pts | J | V | E | D | GP | GC | SG | Classificado                     |  | LIL | SAL | SEV | WOL |
| --- | ----------------- | --- | - | - | - | - | -- | -- | -- | -------------------------------- |  | --- | --- | --- | --- |
| 1   | Lille             | 11  | 6 | 3 | 2 | 1 | 7  | 4  | +3 | Classificado às oitavas de final |  | —   | 1–0 | 0–0 | 0–0 |
| 2   | Red Bull Salzburg | 10  | 6 | 3 | 1 | 2 | 8  | 6  | +2 | Classificado às oitavas de final |  | 2–1 | —   | 1–0 | 3–1 |
| 3   | Sevilla           | 6   | 6 | 1 | 3 | 2 | 5  | 5  | 0  | Transferido para Liga Europa     |  | 1–2 | 1–1 | —   | 2–0 |
| 4   | Wolfsburg         | 5   | 6 | 1 | 2 | 3 | 5  | 10 | −5 | Eliminado                        |  | 1–3 | 2–1 | 1–1 | —   |

| 14 de setembro de 2021 | Sevilla           | 1 – 1     | Red Bull Salzburg | Estádio Ramón Sánchez Pizjuán, Sevilha        |
| 18:45                  | Rakitić 42' (pen) | Relatório | Sučić 21' (pen)   | Público: 18 373 Árbitro: BLR Aleksei Kulbakov |

| 14 de setembro de 2021 | Lille | 0 – 0     | Wolfsburg | Stade Pierre-Mauroy, Lille                  |
| 21:00                  |       | Relatório |           | Público: 34 314 Árbitro: NED Danny Makkelie |

| 29 de setembro de 2021 | Red Bull Salzburg            | 2 – 1     | Lille      | Red Bull Arena, Salzburgo                     |
| 21:00                  | Adeyemi 35' (pen), 53' (pen) | Relatório | Yılmaz 62' | Público: 24 207 Árbitro: TUR Halil Umut Meler |

| 29 de setembro de 2021 | Wolfsburg   | 1 – 1     | Sevilla           | Volkswagen Arena, Wolfsburg                 |
| 21:00                  | Steffen 48' | Relatório | Rakitić 87' (pen) | Público: 11 733 Árbitro: BUL Georgi Kabakov |

| 20 de outubro de 2021 | Lille | 0 – 0     | Sevilla | Stade Pierre-Mauroy, Lille                  |
| 21:00                 |       | Relatório |         | Público: 34 362 Árbitro: ENG Michael Oliver |

| 20 de outubro de 2021 | Red Bull Salzburg            | 3 – 1     | Wolfsburg     | Red Bull Arena, Salzburgo                   |
| 21:00                 | Adeyemi 3' · Okafor 65', 77' | Relatório | L. Nmecha 15' | Público: 29 520 Árbitro: ITA Daniele Orsato |

| 2 de novembro de 2021 | Wolfsburg               | 2 – 1     | Red Bull Salzburg | Volkswagen Arena, Wolfsburg                    |
| 18:45                 | Baku 3' · L. Nmecha 60' | Relatório | Wöber 30'         | Público: 16 112 Árbitro: POR Artur Soares Dias |

| 2 de novembro de 2021 | Sevilla     | 1 – 2     | Lille                       | Estádio Ramón Sánchez Pizjuán, Sevilha     |
| 21:00                 | Ocampos 15' | Relatório | David 43' (pen) · Ikoné 51' | Público: 29 369 Árbitro: ROU István Kovács |

| 23 de novembro de 2021 | Sevilla                | 2 – 0     | Wolfsburg | Estádio Ramón Sánchez Pizjuán, Sevilha    |
| 21:00                  | Jordán 13' · Mir 90+7' | Relatório |           | Público: 28 663 Árbitro: TUR Cüneyt Çakır |

| 23 de novembro de 2021 | Lille     | 1 – 0     | Red Bull Salzburg | Stade Pierre-Mauroy, Lille                  |
| 21:00                  | David 31' | Relatório |                   | Público: 33 573 Árbitro: ENG Anthony Taylor |

| 8 de dezembro de 2021 | Wolfsburg   | 1 – 3     | Lille                              | Volkswagen Arena, Wolfsburg                |
| 21:00                 | Steffen 89' | Relatório | Yılmaz 11' · David 72' · Gomes 78' | Público: 6 544 Árbitro: ITA Daniele Orsato |

| 8 de dezembro de 2021 | Red Bull Salzburg | 1 – 0     | Sevilla | Red Bull Arena, Salzburgo             |
| 21:00                 | Okafor 50'        | Relatório |         | Público: 0 Árbitro: SVN Slavko Vinčić |

### Grupo H
| Pos | Equipe   | Pts | J | V | E | D | GP | GC | SG  | Classificado                     |  | JUV | CHE | ZEN | MAL |
| --- | -------- | --- | - | - | - | - | -- | -- | --- | -------------------------------- |  | --- | --- | --- | --- |
| 1   | Juventus | 15  | 6 | 5 | 0 | 1 | 10 | 6  | +4  | Classificado às oitavas de final |  | —   | 1–0 | 4–2 | 1–0 |
| 2   | Chelsea  | 13  | 6 | 4 | 1 | 1 | 0  | 0  | 0   | Classificado às oitavas de final |  | 4–0 | —   | 1–0 | 4–0 |
| 3   | Zenit    | 5   | 6 | 1 | 2 | 3 | 10 | 10 | 0   | Transferido para Liga Europa     |  | 0–1 | 3–3 | —   | 4–0 |
| 4   | Malmö    | 1   | 6 | 0 | 1 | 5 | 1  | 14 | −13 | Eliminado                        |  | 0–3 | 0–1 | 1–1 | —   |

| 14 de setembro de 2021 | Chelsea    | 1 – 0     | Zenit | Stamford Bridge, Londres                        |
| 18:45                  | Lukaku 69' | Relatório |       | Público: 39 252 Árbitro: POL Bartosz Frankowski |

| 14 de setembro de 2021 | Malmö | 0 – 3     | Juventus                                          | Eleda Stadion, Malmo                          |
| 21:00                  |       | Relatório | Alex Sandro 23' · Dybala 45' (pen) · Morata 45+1' | Público: 5 832 Árbitro: POR Artur Soares Dias |

| 29 de setembro de 2021 | Zenit                                                     | 4 – 0     | Malmö | Estádio Krestovsky, São Petersburgo                  |
| 18:45                  | Claudinho 9' · Kuzyayev 49' · Sutormin 80' · Wendel 90+4' | Relatório |       | Público: 15 339 Árbitro: GRE Anastasios Sidiropoulos |

| 29 de setembro de 2021 | Juventus   | 1 – 0     | Chelsea | Juventus Stadium, Turim                        |
| 21:00                  | Chiesa 46' | Relatório |         | Público: 19 934 Árbitro: ESP Jesús Gil Manzano |

| 20 de outubro de 2021 | Zenit | 0 – 1     | Juventus       | Estádio Krestovsky, São Petersburgo         |
| 21:00                 |       | Relatório | Kulusevski 86' | Público: 18 717 Árbitro: SUI Sandro Schärer |

| 20 de outubro de 2021 | Chelsea                                                      | 4 – 0     | Malmö | Stamford Bridge, Londres                       |
| 21:00                 | Christensen 9' · Jorginho 21' (pen), 57' (pen) · Havertz 48' | Relatório |       | Público: 39 095 Árbitro: FRA François Letexier |

| 2 de novembro de 2021 | Malmö | 0 – 1     | Chelsea    | Eleda Stadion, Malmo                     |
| 18:45                 |       | Relatório | Ziyech 56' | Público: 19 551 Árbitro: GER Felix Brych |

| 2 de novembro de 2021 | Juventus                                        | 4 – 2     | Zenit                             | Juventus Stadium, Turim                                    |
| 21:00                 | Dybala 11', 58' (pen) · Chiesa 73' · Morata 82' | Relatório | Bonucci 26' (g.c.) · Azmoun 90+2' | Público: 20 053 Árbitro: ESP Alejandro Hernández Hernández |

| 23 de novembro de 2021 | Chelsea                                                   | 4 – 0     | Juventus | Stamford Bridge, Londres                     |
| 21:00                  | Chalobah 25' · James 55' · Hudson-Odoi 58' · Werner 90+5' | Relatório |          | Público: 39 513 Árbitro: SRB Srđan Jovanović |

| 23 de novembro de 2021 | Malmö     | 1 – 1     | Zenit                 | Eleda Stadion, Malmo                          |
| 21:00                  | Rieks 28' | Relatório | Rakitskyi 90+2' (pen) | Público: 15 520 Árbitro: LVA Andris Treimanis |

| 8 de dezembro de 2021 | Zenit                                      | 3 – 3     | Chelsea                     | Estádio Krestovsky, São Petersburgo           |
| 18:45                 | Claudinho 38' · Azmoun 41' · Ozdoyev 90+4' | Relatório | Werner 2', 85' · Lukaku 62' | Público: 29 349 Árbitro: NED Serdar Gözübüyük |

| 8 de dezembro de 2021 | Juventus | 1 – 0     | Malmö | Juventus Stadium, Turim                   |
| 18:45                 | Kean 18' | Relatório |       | Público: 17 501 Árbitro: BIH Irfan Peljto |